# Жёсткоколосница
Жёсткоколо́сница (лат. Sclerochloa) — род однолетних травянистых растений семейства Злаки (Poaceae).

## Описание
Высота растения 3—20 см. Стебель от основания ветвистый, голый, гладкий. Влагалища листьев голые, гладкие, язычок короткий, заострённый; листья линейноланцетные, плоские шириной до 4—5 мм, голые, гладкие. Метёлка густая, лопастная длиной до 5 см; соцветие колосовидное, однобокое, мало ветвистое. Колоски содержат 3-5 цветков на коротких толстых ножках. Колосковые чешуи тупые, неодинаковые, по краю плёнчатые. Нижняя цветочная чешуя длиннее кроющих, твёрдая, с пятью выдающимися жилками, по краю плёнчатая. Верхняя цветочная чешуя плёнчатая, с двумя килями. В цветке три тычинки; рыльца пестиков длинные, короткоперистые. Цветёт с апреля по июнь, плодоносит в июле. Зерновка линейно-продолговатая. Растение образует дернины.

## Распространение
На территории бывшего СССР встречается в донских и днепровских степях, в Крыму, на Северном Кавказе и в Закавказье, в горах Тянь-Шаня. Ареал в дальнем зарубежье — Средиземноморье, Малая Азия, Иран.

## Виды
Род включает 3 вида:
- Sclerochloa dura (L.) P.Beauv. (1812)
- Sclerochloa kengiana (Ohwi) Tzvelev (1957)
- Sclerochloa woronowii (Hack.) Tzvelev (1957)